# Diostracus latipennis
Diostracus latipennis är en tvåvingeart som beskrevs av Saigusa 1995. Diostracus latipennis ingår i släktet Diostracus och familjen styltflugor. Inga underarter finns listade i Catalogue of Life.